# Гарден Сити (Тексас)
Гарден Сити (енгл. Garden City) насељено је место без административног статуса у америчкој савезној држави Тексас.. Налази се у округу Гласкок, чије је седиште.

## Демографија
По попису из 2010. године број становника је 334.
| Група             | 2000.    | 2010.       |
| Белци             | 0 (0,0%) | 213 (63,8%) |
| Афроамериканци    | 0 (0,0%) | 1 (0,3%)    |
| Азијати           | 0 (0,0%) | 0 (0,0%)    |
| Хиспаноамериканци | 0 (0,0%) | 119 (35,6%) |
| Укупно            | 0        | 334         |